# Lycosa leucotaeniata
Lycosa leucotaeniata este o specie de păianjeni din genul Lycosa, familia Lycosidae. A fost descrisă pentru prima dată de Mello-leitao, 1947. Conform Catalogue of Life specia Lycosa leucotaeniata nu are subspecii cunoscute.